# 秘密花園 (1993年電影)
《秘密花園》（英語：The Secret Garden）是一部1993年電影，故事源自法蘭西絲·霍森·柏納特的同名著作《秘密花園》。上映於1993年8月13日。描述一位生於印度的英國女孩因雙親去世而投靠英國親戚的故事。

## 演員
- 凱特·馬伯里 飾演 瑪麗·倫諾克斯（Mary Lennox）
- 海頓·普勞斯 飾演 柯林·克萊文（Colin Craven）
- 安德魯·諾特 飾演 狄康·索爾比（Dickon Sowerby）
- 瑪姬·史密斯 飾演 梅德洛克夫人（Mrs. Medlock）
- 約翰·林區 飾演 克萊文勳爵（Lord Craven）
- 伊蓮·雅各 飾演 倫諾克斯夫人（Mrs. Lennox） / 莉莉亞絲·克萊文（Lilias Craven）[1]
- 柯林·布魯斯 飾演 倫諾克斯少校（Major Lennox）
- 蘿拉·克羅斯萊 飾演 瑪莎·索爾比（Martha Sowerby）
- 華爾特·史派羅 飾演 班·威瑟斯塔夫（Ben Weatherstaff）

## 外部連結
- 互联网电影数据库（IMDb）上《秘密花園》的资料（英文）